# Campbell (Texas)
Campbell es una ciudad ubicada en el condado de Hunt en el estado estadounidense de Texas. En el Censo de 2010 tenía una población de 638 habitantes y una densidad poblacional de 153,38 personas por km².

## Geografía
Campbell se encuentra ubicada en las coordenadas 33°8′48″N 95°57′18″O / 33.14667, -95.95500. Según la Oficina del Censo de los Estados Unidos, Campbell tiene una superficie total de 4.16 km², de la cual 4.14 km² corresponden a tierra firme y (0.44%) 0.02 km² es agua.

## Demografía
Según el censo de 2010, había 638 personas residiendo en Campbell. La densidad de población era de 153,38 hab./km². De los 638 habitantes, Campbell estaba compuesto por el 90.75% blancos, el 2.19% eran afroamericanos, el 1.41% eran amerindios, el 0% eran asiáticos, el 0% eran isleños del Pacífico, el 2.98% eran de otras razas y el 2.66% pertenecían a dos o más razas. Del total de la población el 5.96% eran hispanos o latinos de cualquier raza.